# Macromitrium tahitisecundum
Macromitrium tahitisecundum är en bladmossart som beskrevs av Margadant 1972. Macromitrium tahitisecundum ingår i släktet Macromitrium och familjen Orthotrichaceae. Inga underarter finns listade i Catalogue of Life.